# Eislingen/Fils
Eislingen/Fils è una città tedesca di 21 124 abitanti, situata nel land del Baden-Württemberg.